# Hebomoia glaucippe
Hebomoia glaucippe är en fjärilsart som först beskrevs av Carl von Linné 1758.  Hebomoia glaucippe ingår i släktet Hebomoia och familjen vitfjärilar. Inga underarter finns listade i Catalogue of Life.

## Bildgalleri

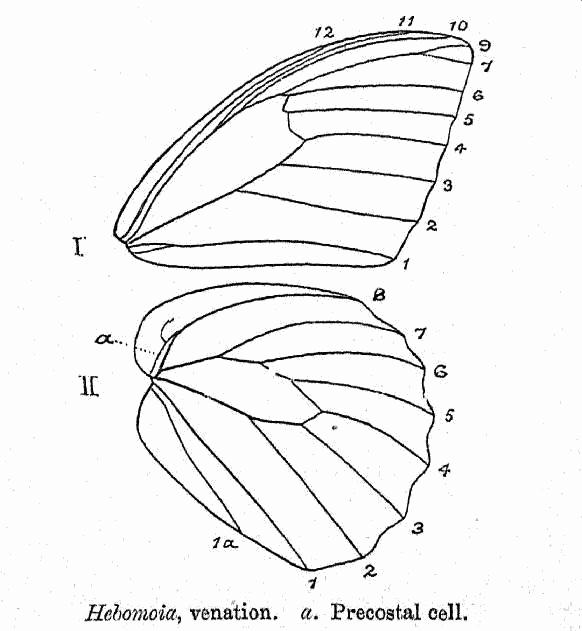
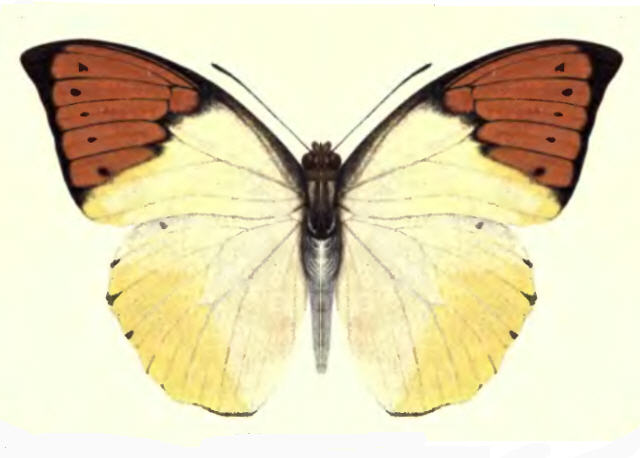
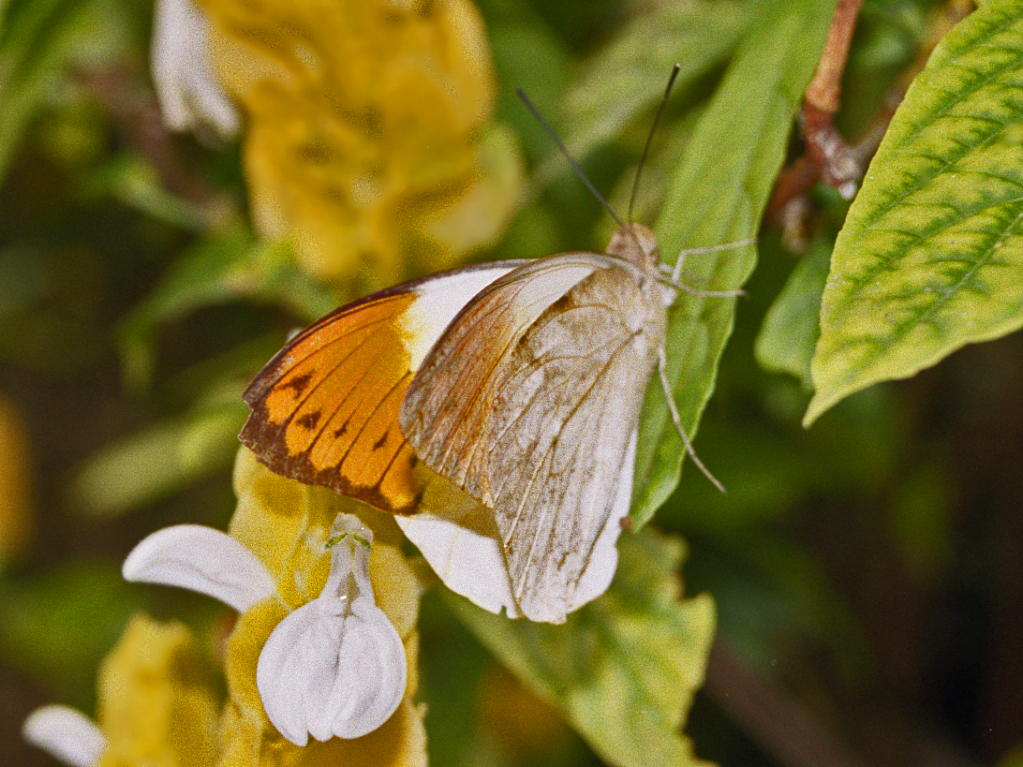
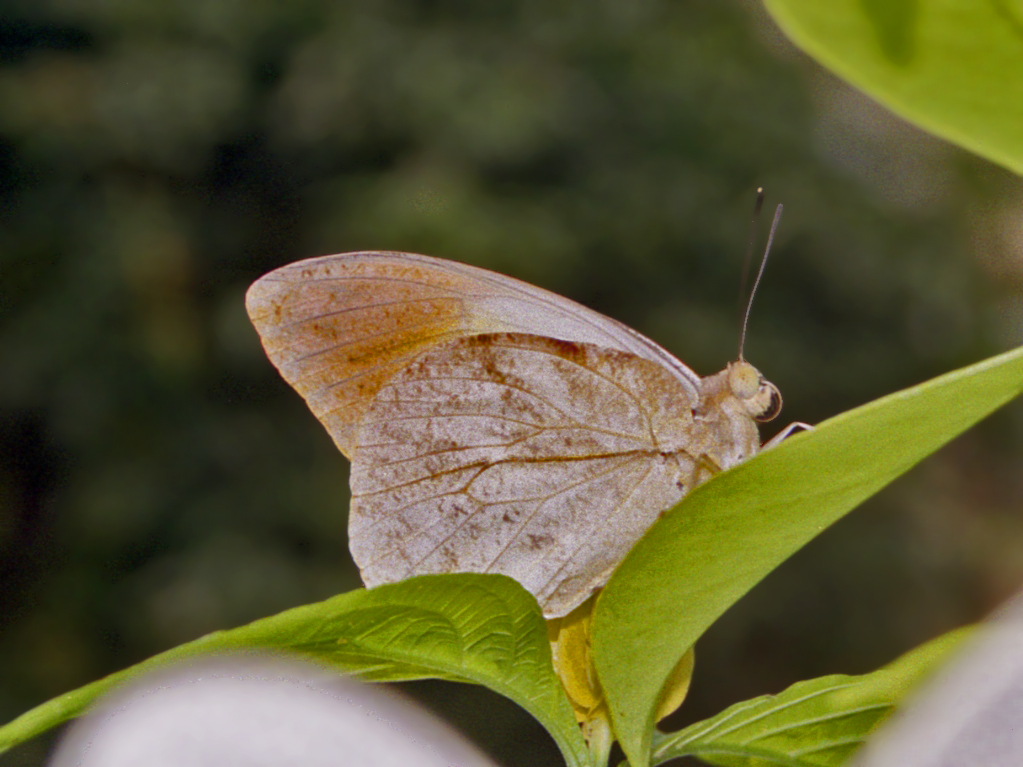
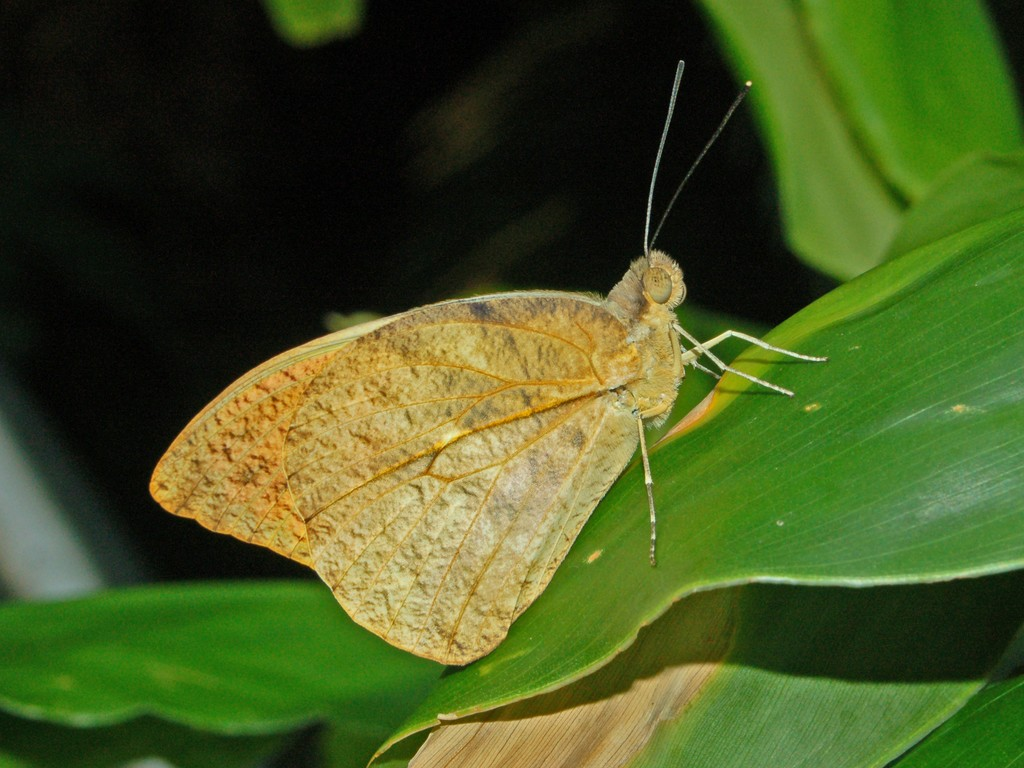
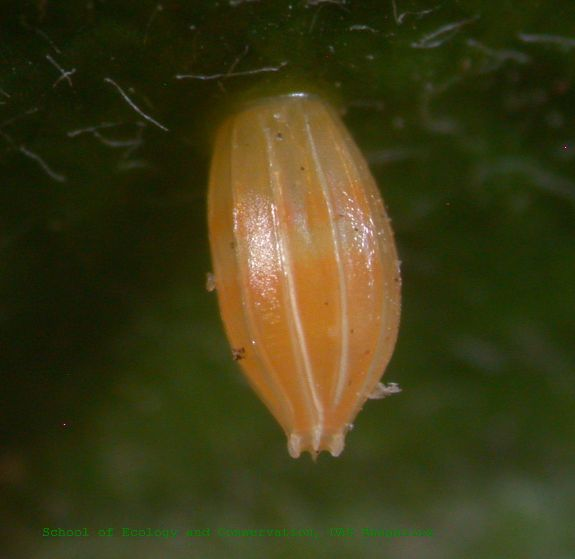